# 송달 포트발
송달 포트발(Sogndal Fotball)은 노르웨이에 위치한 송달을 연고로 하는 축구팀으로 이 팀은 노르웨이의 종합 스포츠 클럽인 송달 IL의 축구팀으로 1926년에 창단하였다. 노르웨이컵에서의 최고 성적은 1976년 준우승이며 엘리테세리엔에서의 최고 성적은 1988 시즌에 기록한 6위이다.

## 주요 대회 성적
- 엘리테세리엔 : 6위 (1988)
- 노르웨이컵 : 준우승 (1976)
- OBOS 리가엔 : 우승 (2010, 2015)

## 선수 명단

### 현역
참고: FIFA 자격 규정에 따라 소속된 국가대표팀 국기를 표시합니다. 선수는 복수의 FIFA 비회원국 국적을 가지고 있을 수 있습니다.
| 번호 | 포지션 | 국적 | 이름          |
| ---- | ------ | ---- | ------------- |
| 16   | MF     |      | 루카스 바프네 |

| 번호 | 포지션 | 국적 | 이름 |
| ---- | ------ | ---- | ---- |

### 역대
틀:송달 포트발 선수 명단